# Paardensport op de Olympische Zomerspelen 1912

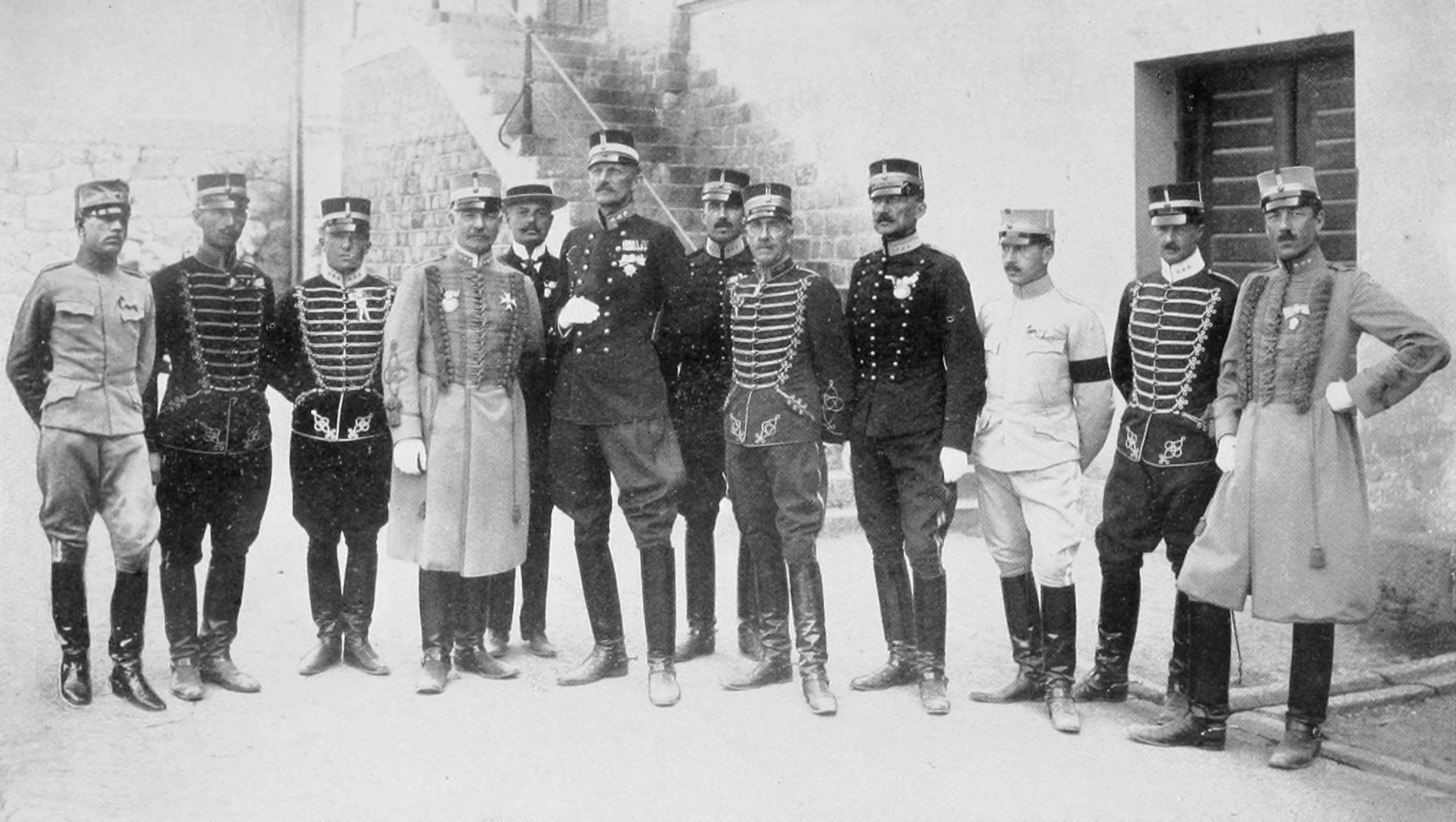
Comité voor Paardensport tijdens de Olympische Zomerspelen 1912

Paardensport is een van de sporten die beoefend werden tijdens de Olympische Zomerspelen 1912 in Stockholm.

## dressuur

### individueel

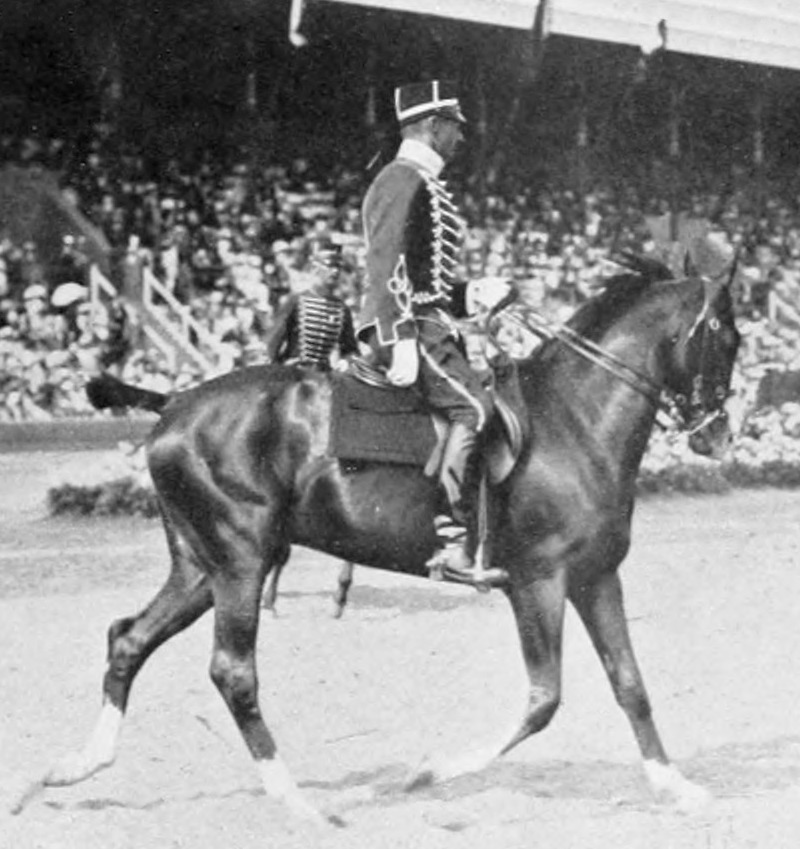
Carl Bonde tijdens zijn rit op de Zomerspelen 1912

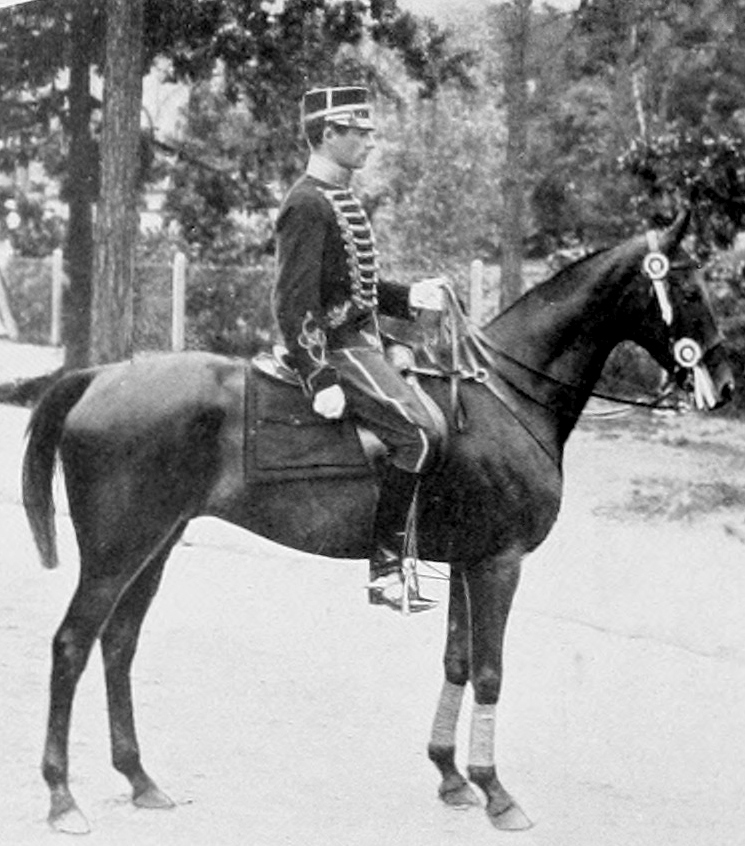
Nordlander tijdens de Olympische Zomerspelen 1912

| rang   | sporter                      | paard         | land | score |
| ------ | ---------------------------- | ------------- | ---- | ----- |
| Goud   | Carl Bonde                   | Emporer       | SWE  | 15    |
| Zilver | Gustaf Adolf Boltenstern sr. | Neptun        | SWE  | 21    |
| Brons  | Hans von Blixen-Finecke sr.  | Maggie        | SWE  | 32    |
| 4      | Friedrich von Oesterley      | Condor        | GER  | 36    |
| 5      | Carl Rosenblad               | Miss Hastings | SWE  | 43    |
| 6      | Oscar af Ström               | Irish Lass    | SWE  | 47    |
| 7      | Felix Bürkner                | King          | GER  | 51    |
| 8      | Carl Kruckenberg             | Kartusch      | SWE  | 51    |

## eventing

### individueel
| rang   | sporter               | paard       | land | score |
| ------ | --------------------- | ----------- | ---- | ----- |
| Goud   | Axel Nordlander       | Lady Artist | SWE  | 46.59 |
| Zilver | Friedrich von Rochow  | Idealist    | GER  | 46.42 |
| Brons  | Jean Cariou           | Cocotte     | FRA  | 46.32 |
| 4      | Nils Adlercreutz      | Atout       | SWE  | 46.31 |
| 5      | Ernst Casparsson      | Irmelin     | SWE  | 46.16 |
| 5      | Rudolf von Schaesberg | Grundsee    | GER  | 46.16 |
| 7      | Benjamin Lear         | Poppy       | USA  | 45.91 |
| 8      | Eduard von Lütcken    | Blue Boy    | GER  | 45.90 |

### team
| rang   | sporter                                                                       | paard                                     | land | score                   | totaal |
| ------ | ----------------------------------------------------------------------------- | ----------------------------------------- | ---- | ----------------------- | ------ |
| Goud   | Axel Nordlander Nils Adlercreutz Ernst Casparsson Henric Horn af Åminne       | Lady Artist Atout Irmelin Omen            | SWE  | 46.59 46.31 46.16 45.85 | 139.06 |
| Zilver | Friedrich von Rochow Richard von Schaesberg Eduard von Lütcken Carl von Moers | Idealist Grundsee Blue Boy May-Queen      | GER  | 46.42 46.16 45.90 44.43 | 138.48 |
| Brons  | Benjamin Lear John Montgomery Guy Henry Ephraim Graham                        | Poppy Deceive Chiswell Connie             | USA  | 45.91 45.88 45.54 45.30 | 137.33 |
| 4      | Jean Cariou Bernard Meyer Albert Seigner Michel Dufort                        | Cocotte Allons-y Dignité Castibalza       | FRA  | 46.32 45.30 45.15 DNF   | 136.77 |
| —      | Gaston de Trannoy Paul Convert Emanuel de Blommaert Guy Reyntiens             | Capricieux La Sioute Clonmore Beau Soleil | BEL  | DNF                     | —      |
| —      | Frode Kirkebjerg Carl Kraft Carl Saunte                                       | Dibbe-Lippe Gorm Streg                    | DEN  | DNF                     | —      |
| —      | Paul Kenna Edward Radcliffe-Nash Herbert Scott Bryan Lawrence                 | Harmony The Flea Whisper II Patrick       | GBR  | DNF                     | —      |

## springconcours

### individueel
| rang   | sporter              | paard       | land | score |
| ------ | -------------------- | ----------- | ---- | ----- |
| Goud   | Jean Cariou          | Mignon      | FRA  | 186   |
| Zilver | Rabod von Kröcher    | Dohna       | GER  | 186   |
| Brons  | Emanuel de Blommaert | Clonmore    | BEL  | 185   |
| 4      | Herbert Scott        | Shamrock    | GBR  | 184   |
| 5      | Sigismund Freyer     | Ultimus     | GER  | 183   |
| 6      | Nils Adlercreutz     | Ilex        | SWE  | 181   |
| 6      | Ernst Casparsson     | Kiriki      | SWE  | 181   |
| 6      | Wilhelm von Hohenau  | Pretty Girl | GER  | 181   |

### team
| rang   | sporter                                                                            | paard                                   | land | score           | totaal |
| ------ | ---------------------------------------------------------------------------------- | --------------------------------------- | ---- | --------------- | ------ |
| Goud   | Gustaf Lewenhaupt Gustaf Kilman Hans von Rosen Fredrik Rosencrantz                 | Medusa Gåtan Lord Iron Drabant          | SWE  | 188 180 177 171 | 545    |
| Zilver | Michel Dufort Jean Cariou Bernard Meyer Albert Seigner                             | Amazone Mignon Allons-y Cocotte         | FRA  | 185 182 171 170 | 538    |
| Brons  | Sigismund Freyer Wilhelm von Hohenau Ernst Deloch Prins Frederik Karel van Pruisen | Ultimus Pretty Girl Hubertus Gibson Boy | GER  | 181 177 172 166 | 530    |
| 4      | John Montgomery Guy Henry Benjamin Lear                                            | Deceive Chiswell Poppy                  | USA  | 180 174 173     | 527    |
| 5      | Aleksandr Rodzjanko Michail Plesjkov Aleksej Selichov Dimitri Pavlovitsj           | Eros Yvette Tugela Unité                | RUS  | 176 172 169     | 520    |
| 6      | Emanuel de Blommaert Gaston de Trannoy Paul Convert                                | Clonmore Capricieux La Sioute           | BEL  | 188 162 160     | 510    |

## Medaillespiegel
| rang   | land             | goud | zilver | brons | totaal |
| ------ | ---------------- | ---- | ------ | ----- | ------ |
| 1      | Zweden           | 4    | 1      | 1     | 6      |
| 2      | Frankrijk        | 1    | 1      | 1     | 3      |
| 3      | Duitsland        | 0    | 3      | 1     | 4      |
| 4      | België           | 0    | 0      | 1     | 1      |
| 4      | Verenigde Staten | 0    | 0      | 1     | 1      |
| totaal | totaal           | 5    | 5      | 5     | 15     |

Parijs 1900 · 
Stockholm 1912 · 
Antwerpen 1920 · 
Parijs 1924 · 
Amsterdam 1928 · 
Los Angeles 1932 · 
Berlijn 1936 · 
Londen 1948 · 
Helsinki 1952 · 
Melbourne 1956 · 
Rome 1960 · 
Tokio 1964 · 
Mexico-stad 1968 · 
München 1972 · 
Montréal 1976 · 
Moskou 1980 · 
Los Angeles 1984 · 
Seoel 1988 · 
Barcelona 1992 · 
Atlanta 1996 · 
Sydney 2000 · 
Athene 2004 · 
Peking 2008 · 
Londen 2012 · 
Rio de Janeiro 2016 · 
Tokio 2020 · 
Parijs 2024 · 
Los Angeles 2028
Medaillewinnaars
Atletiek · Honkbal (demonstratie) · Kunstwedstrijden · Moderne vijfkamp · Paardensport · Roeien · Schermen · Schietsport · Schoonspringen · Tennis · Touwtrekken · Turnen · Voetbal · Waterpolo · Wielersport · Worstelen · Zeilen · Zwemmen